# Сталинская премия за выдающиеся изобретения и коренные усовершенствования методов производственной работы (1950)
В 1950 году были названы лауреаты Сталинской премии за выдающиеся изобретения и коренные усовершенствования методов производственной работы за 1949 год в Постановлении Совета министров СССР «О присуждении Сталинских премий за выдающиеся изобретения и коренные усовершенствования методов производственной работы за 1949 год» (опубликовано в газете «Правда» 4 марта 1950 года).

## Первая степень
Сумма вознаграждения — 150 000 рублей.
1. Волков Григорий Иванович, Розенблюм, Леонид Моисеевич, руководители работы, Марков, Михаил Никитович, Нехорошев, Владимир Дмитриевич, инженеры ГСКБ по хлопку, Низовой, Григорий Тарасович, директор завода «Ташсельмаш», — за создание конструкции и освоение производства хлопкоуборочной машины
2. Грабин, Василий Гаврилович, генерал-полковник технических войск, гл. конструктор, Локтев, Лев Абрамович, Муравьёв, Григорий Иванович, Розенберг, Михаил Михайлович, инженеры-конструкторы НИИ, Михайлов, Павел Сергеевич, инженер-подполковник, — за работу в области вооружения
3. Ильюшин, Сергей Владимирович, генерал-лейтенант инж.- ав. сл., гл. конструктор, — за работу в области самолётостроения
4. Каламкаров, Вартан Александрович, руководитель работы, зам. МНП СССР, Байрак, Константин Алексеевич, Кувыкин, Степан Иванович, Трофимук, Андрей Алексеевич, инженеры объединения «Башнефть», Губин, Александр Дмитриевич, Платонов, Борис Матвеевич, инженеры треста «Центроспецстрой», Галонский, Павел Петрович, Золоев, Татаркан Магометович, Михайловский, Николай Константинович, инженеры треста «Туймазаннефть», Максимович, Геннадий Константинович, Максимов, Михаил Иванович, Мушин, Арон Зиновьевич, Кипсар, Георгий Фёдорович, инженеры МНП СССР, Щелкачёв, Владимир Николаевич, профессор МНИ имени И. М. Губкина, — за разработку и освоение законтурного заводнения Туймазинского нефтяного месторождения, значительно повысившего его нефтеотдачу
5. Ковалёв Николай Николаевич, руководитель работы, гл. конструктор, Грановский, Семён Абрамович, зам. гл. конструктора гидротурбин, Аносов, Фёдор Васильевич, Бугрин, Сергей Константинович, Гаркави, Юдель Ельевич, Орго, Виктор Мартович, Орлов, Иван Васильевич, Устинов, Борис Михайлович, инженеры ЛМЗ имени И. В. Сталина, — за разработку конструкций, изготовление и пуск в эксплуатацию новых усовершенствованных гидротурбин мощностью 102 000 л. с. для Днепрогэса имени В. И. Ленина
6. Крейцер, Виктор Леонидович, руководитель работы, нач. отдела, Воронов, Александр Владимирович, Кодесс, Пётр Ефимович, Мигачёв, Всеволод Иванович, инженеры НИИ; Лебедев-Карманов, Андрей Иванович, Брауде, Борух Вульфович, Ванатовский, Ростислав Владимирович, Куприянов, Николай Сергеевич, инженеры, Казанский, Георгий Петрович, гл. инженер, ГУ МПСС СССР, Новаковский, Сергей Васильевич, гл. инженер Московского телецентра, — за создание новой высококачественной телевизионной передающей системы высокой чёткости
7. Наймушин, Иван Иванович, руководитель работы, нач. строительства, Васильев Анатолий Фёдорович, гл. инженер строительства, Владимиров, Софрон Михайлович, Десфонтейнес, Николай Петрович, Запруднов, Михаил Васильевич, Зенцов, Андрей Степанович, Кураев, Николай Николаевич, Медведев, Степан Романович, Можевитинов, Александр Леонидович, Попов, Константин Митрофанович, Радецкий, Роман Константинович, Савченко, Алексей Порфирьевич, инженеры, — за разработку проекта и сооружение ГЭС
8. Рабинович, Абрам Михайлович, гл. конструктор разработки, Авученков, Сергей Николаевич, Заворотищев, Сергей Павлович, Мантейфель, Юрий Александрович, Перец, Рувим Иосифович, Самарин, Вячеслав Викторович, Смирнов, Савва Алексеевич, инженеры, Куракин, Кузьма Лаврентьевич, директор НИИ; Батраков, Александр Данилович, инженер-майор, — за разработку в области военной техники
9. Химич, Георгий Лукич, руководитель работы, Архипов, Алексей Владимирович, Василевский, Павел Фадеевич, Еремеев, Николай Вениаминович, Краузе, Геннадий Николаевич, Манкевич, Николай Кондратьевич, Павлов, Борис Гаврилович, инженеры, Дышкант, Фёдор Архипович, ст. мастер, Попов, Владимир Артемьевич, гл. технолог Уралмашзавода имени С. Орджоникидзе; Рыбальченко, Александр Максимович, нач. ТУ МТМ СССР, Аристов, Георгий Павлович, Новосад, Ростислав Филиппович, инженеры КБ МССП СССР, — за создание советского рельсо-балочного стана
10. Штырен, Ефим Семёнович, руководитель работы, Маторин, Николай Алексеевич, Каменский, Николай Николаевич, Домбровский, Иван Иванович, н. с., — за работу в области связи

## Вторая степень
Сумма вознаграждения — 100 000 рублей.
1. Барменков, Алексей Сергеевич, н. с. Валашек, Евгений Рудольфович, гл. инженер треста; Гельперин, Нисон Ильич, Гольдат, Софья Юльевна, н. с., Дауговет, Эрна Ивановна, гл. технолог, Иноземцева, Ирина Ивановна, н. с., Кашицина, Александра Даниловна, Крысанова, Павла Георгиевна, инженеры, Левитов, Михаил Михайлович, н. с., Танченко, Иван Михайлович, гл. инженер завода, Трахтенберг, Дмитрий Михайлович, зав. лабораторией, — за разработку и внедрение в промышленность метода получения медицинского препарата
2. Белан, Роман Васильевич, директор, Смирнов, Виктор Дмитриевич, гл. инженер, Степаненко, Леонид Иванович, парторг ЦК ВКП(б), Монид, Анатолий Георгиевич, Сахаров, Алексей Алексеевич, Макаров, Александр Григорьевич, Зельцер, Григорий Самойлович, Фролов, Александр Евсеевич, инженеры, Привалов, Михаил Моисеевич, мастер мартеновского цеха, Сомов, Иван Алексеевич, вальцовщик блюминга, Смоляренко, Даниил Абрамович, нач. производственного отдела МЧМ СССР, — за коренные усовершенствования управления производством и технологии на КМК имени И. В. Сталина, обеспечившие высокую производительность и экономичную работу
3. Богданова, Ольга Константиновна, руководитель работы, ст. н. с., Щеглова, Анна Петровна, н. с. института; Меняйло, Анатолий Тихонович, директор, Трохачёв, Иван Романович, Фридштейн, Илья Лейбович, Солдатов, Борис Яковлевич, Бушин, Александр Никитич, инженеры завода, — за разработку и внедрение в промышленность катализатора нового химического процесса
4. Боков, Александр Николаевич, руководитель работы, инженер, Лурье, Юлий Сергеевич, директор, Гринёв, Константин Михайлович, Добровольский, Александр Евгеньевич, Ходоров, Евгений Иосифович, инженеры ВНИПИЦП; Лопухов, Пётр Федотович, бывший нач., Никулин, Константин Васильевич, бывший гл. инженер Главцемента; Кривошеин, Николай Афанасьевич, инженер, Бескорованный, Павел Михайлович, гл. инженер, Лузанов, Михаил Евгеньевич, директор завода; Штейдт, Вилли, нач. КБ по проектированию оборудования цементных заводов, Эйтге, Эвальд, технический директор, Бельвинкель, Альберт, директор завода; Пфречнер, Эрих, директор сталелитейного и прокатного завода, — за разработку усовершенствованного технологического процесса и оборудования для высокопроизводительного цементного завода с мощными вращающимися печами
5. Варшавский, Семён Львович, руководитель работы, Шевляков, Анатолий Сергеевич, Смолян, Залман Самуилович, Неопиханов, Геннадий Павлович, Левин, Александр Лазаревич, Пугачёв, Иван Дмитриевич, инженеры, Костин, Пётр Андреевич, техник, — за организацию и освоение производства исходных химических продуктов для изготовления нового искусственного волокна
6. Дзердзеевский, Борис Львович, д. ф.-м. н., руководитель работы, Рейхрудель, Эфраим Менделевич, д. ф.- м. н., Винокур, Юрий Аркадьевич, Бушуев, Константин Давыдович, н. с., — за разработку нового метода исследования атмосферы
7. Дубовицкий, Николай Николаевич, Сергеев Александр Николаевич, генерал-майоры инж-арт. сл., Емец, Александр Романович, Башмарин, Александр Яковлевич, инженер-полковник, Литичевский, Исаак Яковлевич, инженер-подполковник, — за работы в области вооружения
8. Дьяченко, Пётр Ефимович, профессор, ст. н. с. ИМАШАН, — за разработку основных характеристик оптимального качества поверхностей режущего инструмента и обработанных деталей
9. Еникеев, Хасан Каримович, Симонова, Мария Николаевна, Смольянинова, Наталия Константиновна, ст. н. с. Московской ПЯОС; Ефимов, Виктор Александрович, ассистент ВСХИЗО, — за выведение и внедрение в производство новых ценных сортов слив, абрикосов, малины, смородины, земляники и крыжовника
10. Еремеев, Александр Сергеевич, руководитель работы, Вакуров, Константин Иванович, Фёдоров, Василий Петрович, инженеры, Лежнев, Борис Николаевич, строгальщик завода «Электросила» имени С. М. Кирова, — за создание гидрогенератора для Днепрогэс имени В. И. Ленина
11. Жук, Сергей Яковлевич, руководитель работы, гл. инженер, Зубрин, Климент Михайлович, Иванцов, Николай Максимович, Костров, Иван Николаевич, Михайлов, Андрей Васильевич, Осмер, Николай Алексеевич, Руссо, Георгий Андреевич, Семёнов, Иван Семёнович, Семенцов, Валериан Алексеевич, Соболев, Виктор Помпеевич, инженеры, — за разработку проекта водного пути
12. Жуков, Аркадий Владимирович, инженер, нач. Главкерамики МПСМ УССР, Власов Александр Васильевич, д. ч. АА СССР, гл. архитектор Киева, руководители работы; Абрамович, Михаил Давыдович, директор, Семенюк, Иван Мефодьевич, гл. инженер экспериментального керамического завода; Бабак, Нектарий Аркадьевич, директор Харьковского заводоуправления стройматериалов, Добровольский, Анатолий Владимирович, руководитель архитектурной мастерской, Лобанов, Михаил Иванович, управляющий, Соколов, Георгий Дмитриевич, нач. строительного управления строительного треста МСПМ СССР; Ничипоренко, Сергей Петрович, инженер МПСМ УССР, — за разработку технологии, организацию массового производства и внедрение в строительство пустотелой строительной и архитектурной керамики
13. Жуков-Вережников, Николай Николаевич, д. ч. АМН СССР, Ивановский, Николай Николаевич, профессор, Фадеева, Татьяна Дмитриевна, Урода, Лидия Алексеевна, н. с. института, — за разработку метода лечения и профилактики инфекционных болезней
14. Караваев, Георгий Аркадьевич, руководитель работы, управляющий, Пивоваров, Лазарь Наймович, гл. инженер, Фетисов, Константин Семёнович, Зинин, Владимир Фёдорович, Бараб-Тарле, Лев Соломонович, инженеры Стройтреста; Мятлюк, Евгений Васильевич, гл. конструктор проектного института, Назаренко, Григорий Прокофьевич, нач. Главного управления, — за разработку и осуществление новых методов строительных работ
15. Кипершлак, Зельман Фишелевич, руководитель работы, нач. лаборатории, Могилевский, Евсей Моисеевич, нач. отдела, Кориковский, Пётр Константинович, инженер, Соловьёв, Василий Ефимович, н. с. НИИ, — за разработку и внедрение способа получения и переработки штапельного волокна
16. Кириченко, Григорий Афанасьевич, директор Лебединского государственного племенного рассадника, Яценко, Александр Ефимович, зам. директора УНИИЖ, руководители работы Гайдаш, Семён Макарович, зоотехник колхоза «Червона зоря» Лебединского района Сумской области УССР, Згурский, Иван Кириллович, ст. зоотехник племхоза Чупаховского сахарного комбината, — за выведение новой высокопродуктивной лебединской породы крупного рогатого скота
17. Кнунянц, Иван Людвигович, ч.- к. АН СССР, Роговин, Захар Александрович, профессор МТИ, руководители работы, Заркова, Татьяна Георгиевна, инженер завода, Пакшвер, Александр Бернардович, профессор Ивановского ХТИ, Стрепихиев, Александр Александрович, Хаит, Эмма Владимировна, н. с. ВНИИВ; Шимко, Иван Гаврилович, инженер завода, Зуев, Пётр Фёдорович, управляющий, Шкурко, Иван Григорьевич, гл. инженер строительного треста; Радченко, Вячеслав Яковлевич, механик завода, Шифрин, Лев Калманович, зам. нач. ГУ искусственного волокна, Сазонов, Николай Константинович, инженер треста «Союзпроммонтаж», — за разработку и освоение метода производства нового искусственного волокна
18. Кузнецов Константин Александрович, руководитель работы, нач. строительства, Выдыш, Иван Ильич, гл. инженер строительства, Мисенко, Алексей Иванович, гл. инженер завода, Чижов, Александр Алексеевич, Фролов, Леонид Всеволодович, Черкасов, Николай Еремеевич, Савельев, Сергей Павлович, инженеры; Андреев Владимир Петрович, доцент ЛПИ имени М. И. Калинина, Черемисин, Михаил Сергеевич, гл. маркшейдер, Чернышёв, Николай Александрович, нач., Сильвестров, Николай Демьянович, гл. инженер строительства; Щёголев, Глеб Степанович, инженер КБ, Арутюнов, Ашот Семёнович, нач. отделения института, — за разработку и внедрение механизированного щита для проходки тоннелей
19. Кузовкин, Василий Александрович, гл. конструктор, Беляев, Виктор Кузьмич, Биншток, Виктор Борисович, Петров, Константин Андреевич, Пейсиков, Василий Иванович, инженеры НИИ, — за работу в области военной техники
20. Кутуков, Александр Иванович, руководитель работы, инженер-геолог, Енгуразов, Измаил Ибрагимович, геолог, Хонякин, Роман Фёдорович, инженер, Ширяев, Василий Семёнович, буровой мастер, — за открытие нефтяного месторождения
21. Линник, Владимир Павлович, руководитель работы, академик, Шелаев, Николай Тимофеевич, Попов, Анатолий Иванович, Толмачёв, Геннадий Михайлович, инженеры; Ямшанов, Леонид Фёдорович, механик-сборщик, — за разработку конструкции и освоение в серийном производстве комплекса приборов для исследования качества обработки поверхностей и определения микротвёрдости
22. Линьков, Николай Николаевич, руководитель работы, Евстратов, Василий Фёдорович, Брайковский, Александр Владимирович, Тимофеева, Мария Владимировна, н. с. НИИ; Иванов Михаил Иванович, директор, Астафьев, Николай Кузьмич, инженер завода, Волков, Никанор Васильевич, гл. инженер, Ершова, Людмила Николаевна, нач. лаборатории фабрики; Дмитриев, Евгений Семёнович, гл. конструктор Главшинпрома МХП СССР, — за разработку конструкций, технологического процесса и промышленное освоение новых типов шин
23. Липгарт Андрей Александрович, руководитель работы, гл. конструктор, Мозохин, Николай Гаврилович, Бакин, Василий Алексеевич, Кишкин, Сергей Михайлович, Пономарёв, Александр Васильевич, Ражев, Андрей Александрович, Строкин, Николай Иванович, инженеры, Хламов, Григорий Сергеевич, директор ГАЗ имени В. М. Молотова, — за создание конструкции и технологии, организацию производства и освоение массового выпуска легкового автомобиля «Победа»
24. Липсман, Фрол Петрович, руководитель работы, Длугач, Григорий Владимирович, Исаенко, Никита Григорьевич, Клингер, Всеволод Евгеньевич, Коненов, Василий Гаврилович, Сосунов, Василий Николаевич, Улинич, Роман Борисович, инженеры НИИ, — за разработку новой радиоаппаратуры
25. Лисицын, Борис Андреевич, руководитель работы, Кадыков, Герман Григорьевич, Либуркин, Залман Шевелевич, Санников, Константин Алексеевич, Фираго, Пётр Петрович, инженеры НИИ; Чувилин, Дмитрий Васильевич, инженер завода, Калмыков Александр Михайлович, инженер-капитан 1 ранга, — за работу в области военной техники
26. Литвинов, Виктор Яковлевич, руководитель работы, директор, Гладков, Илья Иванович, гл. инженер, Голубев, Михаил Кириллович, нач. производства, Яценко, Владимир Панфилович, Брунов, Анатолий Григорьевич, Ромодин, Владимир Александрович, зам. гл. конструктора, Грибков, Владимир Петрович, зам. нач. техотдела, Зак, Вениамин Давыдович, Комиссаров Александр Михайлович, нач. цеха, Исаюк, Иван Исакович, зам. нач. конструкторского отдела, Кузьмин Василий Андреевич, рабочий-стахановец, Кургузов, Дмитрий Николаевич, Лозино-Лозинский, Глеб Евгеньевич, руководители конструкторской бригады завода; Тер-Маркарян, Арутюн Мкртчян, нач. ГУ МАП СССР, — за разработку и освоение новых технологических процессов при производстве самолётов
27. Лукашенко, Марк Харитонович, руководитель работы, директор, Морозов Василий Михайлович, нач. доменного цеха, Соколов, Никита Капитонович, обер-мастер, Фукалов, Геннадий Кузьмич, горновой Металлургического завода имени А. К. Серова; Загорулько, Андрей Иванович, гл. доменщик Главспецстали, — за разработку и промышленное внедрение новых методов форсированного ведения доменной плавки
28. Матаров, Иван Александрович, нач. отдела МПС СССР, — за разработку сборных железобетонных конструкций для восстановления и строительства мостов
29. Мельников, Александр Михайлович, руководитель работы, гл. геолог, Егоров, Сергей Петрович, Ефремов, Фёдор Герасимович, Лукин, Анатолий Венедиктович, Шпильман, Илья Абрамович, Маковский, Степан Игнатьевич, Голобоков, Николай Семёнович, инженеры-геологи треста; Мирчинк, Михаил Фёдорович, гл. геолог, Агаев, Сергей Иванович, гл. инженер Главнефтеразведки, Клещёв, Александр Иванович, нач. нефтегеофизики МНП СССР; Фёдоров, Сергей Филиппович, ч.- к. АН СССР, зав. лабораторией ИНАН, — за открытие нового крупного нефтяного месторождения
30. Мельников, Виктор Семёнович, руководитель работы, нач. лаборатории, Магазаник, Амиад Ариевич, н. с. , Львов, Валентин Иванович, бывший н. с., Уманский, Моисей Яковлевич, ст. н. с. НИИсвязи; Агапов, Иван Фёдорович, гл. инженер Московской дирекции радиосвязи, — за разработку и внедрение новых высокоэффективных способов радиосвязи
31. Мкртчян, Сергей Седракович, ст. н. с. ИГН АН Армянской ССР, Саакян, Папик Саакович, директор ВИМС, руководитель работы, Мовсесян, Сурен Амбарцумович, председатель Госплана Армянской ССР, Арутюнян, Геворк Мирзоевич, нач. Армянского геологического управления, Грушевой, Владимир Гаврилович, ст. н. с. ВНИГРИ, Магакьян, Иван Георгиевич, д. ч. АН Армянской ССР, Лягин, Константин Ильич, — за открытие и геологические исследования месторождений полезных ископаемых
32. Петров Николай Иванович, руководитель работы, Масленников, Владимир Алексеевич, Почтарь, Николай Александрович, Рязанцев Николай Дмитриевич, — за работу в области военной техники
33. Петяшин, Борис Иванович, Ануфриев, Василий Алексеевич, Муравин, Борис Николаевич, Иванов Михаил Михайлович, Хитрун, Николай Митрофанович, инженеры Горьковского завода фрезерных станков, — за создание высокопроизводительных скоростных консольных и тяжёлых фрезерных станков
34. Полляк, Марк Исаевич, руководитель работы, ст. н. с., Бургвиц, Георгий Альбертович, Кендысь, Павел Николаевич, инженеры ЦКТИ имени И. И. Ползунова; Белявский, Анатолий Павлович, инженер Невского завода имени В. И. Ленина, Думер, Абрам Бенцианович, гл. конструктор топочного завода «Комега», Ромадин, Виталий Петрович, гл. инженер, Шильдкрет, Меер Мовшевич, ст. н. с. ВТИ имени Ф. Э. Дзержинского; Петров, Николай Аверкиевич, гл. инженер Ярославской ГРЭС, — за создание им внедрение в производство шахтно-мельничных топок
35. Рабинович, Самуил Павлович, гл. конструктор, Белоусов, Анатолий Прокофьевич, Налётов, Леонид Павлович, Степанов, Борис Николаевич, инженеры НИИ; Вюнш, Владимир Владимирович, Форштер, Абрам Айзикович, инженеры завода; Шостак, Арон Захарович, инженер-капитан, — за работу в области военной техники
36. Рожков, Иван Сергеевич, руководитель работы, Белов, Пётр Степанович, Русанов, Борис Сергеевич, инженеры, Воларович, Георгий Павлович, Шаталов, Евгений Трофимович, н. с., — за разработку и анализ металлогенической карты для геолого-поисковых работ
37. Розенфельд, Виталий Евгеньевич, Кулебакин, Виктор Сергеевич, академик, профессора, Некрасов, Олег Алексеевич, ассистент МЭИ имени В. М. Молотова; Лившиц, Исаак Ильич, зам. нач. Техуправления МУП СССР,Тихменев, Борис Николаевич, инженер завода «Динамо» имени С. М. Кирова, Зарман, Лев Николаевич, конструктор Гипроуглемаша, Хрипин, Андрей Ионович, гл. инженер шахты комбината «Москвоуголь», Крейцберг, Мейер Ицкович, ст. н. с. треста «Электропривод», — за создание и внедрение нового рудничного конденсаторного электровоза
38. Ротинян, Александр Леонович, руководитель работы, ст. н. с. института, Носаль, Виктор Иванович, директор, Григорьева, Александра Антоновна, Розов, Вадим Николаевич, инженеры комбината; Петров, Семён Михайлович, нач. ГУ, Петров Евгений Петрович, нач. цеха, Орлова, Сарра Еселевна, ст. н. с. института, — за разработку и освоение технологического процесса промышленного получения металла
39. Савельев, Антон Антонович, гл. конструктор, Хиринский, Анатолий Леонидович, инженер завода, Лебедев Николай Иванович, инженер НИИ, — за работу в области радиосвязи
40. Сидельников, Михаил Степанович, руководитель работы, гл. инженер, Перовский, Николай Николаевич, бывший гл. инженер, Саркисянц, Ерванд Арминокович, Тейтельбаум, Ханина Яковлевич, инженеры, Парфёнов, Пётр Павлович, бывший директор АТЗ имени М. И. Калинина, зам. МАТП СССР, Зубарев, Николай Гордеевич, профессор, гл. конструктор ХТЗ, Каргополов, Виктор Алексеевич, гл. инженер, Платонов, Алексей Кузьмич, гл. конструктор СТЗ, — за разработку конструкции и промышленное освоение с/х дизельного трактора
41. Соколов, Василий Андреевич, профессор, научный руководитель, Фролов Владимир Александрович, управляющий Союзной специализированной конторой «Нефтегазосъёмка», Ясенев, Борис Петрович, гл. геолог, Туркельтауб, Нусин Мателевич, инженер, — за разработку и внедрение в промышленность газовой съёмки и газового каротажа для поисков нефти
42. Ушаков Сергей Николаевич, руководитель работы, ч.-к. АН СССР, Карпов, Николай Александрович, Новожилов, Павел Павлович, Свердлова, Хая Носоновна, Фингауз-Трейгер, Иоган Моисеевич, инженеры НИИ, — за разработку и внедрение в промышленность новых химических материалов
43. Цытович, Николай Александрович, ч.-к. АН СССР, зам. директора ИНМЕРАН имени В. А. Обручева, — за разработку основ механики мёрзлого грунта
44. Шавырин, Борис Иванович, руководитель работы, Горшков, Дмитрий Иванович, Доровлёв, Николай Александрович, Масленников, Михаил Кузьмич, Соколов, Алексей Георгиевич, инженеры КБ, Воронин Сергей Михайлович, инженеры завода, Савельев, Андриан Константинович, инженер управления Министерства, — за работу в области вооружения
45. Щербинин, Борис Васильевич, гл. инженер, Устинов, Николай Васильевич, нач. котельного цеха, Федосеенко, Василий Иванович, ст. мастер, Фомичёв, Григорий Иванович, директор Сталинской ТЭЦ Мосэнерго; Островский, Яков Моисеевич, Комков, Пётр Иванович, инженеры Мосэнерго, Волков, Фёдор Фёдорович, инженер, Попов, Григорий Прокопьевич, ст. мастер котельного цеха Закамской ТЭЦ, — за коренное усовершенствование методов ремонта оборудования электростанций
46. Южаков, Антонин Степанович, руководитель работы, нач., Костенко, Владимир Полиевктович, зам. нач., Вахарловский, Глеб Анатольевич, Дятлов, Тихон Дмитриевич, Копосов, Сергей Александрович, Ярошевич, Александр Григорьевич, инженеры института; Борисов, Алексей Александрович, инженер МССП СССР, Мельников, Николай Прокофьевич, Карцев, Сергей Павлович, инженеры треста, Грановский, Александр Тарасович, Гущин, Валентин Михайлович, инженеры стройтреста, — за работу в области кораблестроения

## Третья степень
Сумма вознаграждения — 50 000 рублей.
1. Абахаев, Мартын Галсанович, руководитель работы, Митягина, Зоя Ивановна, Эльтерман, Илья Михайлович, инженеры, Розенцвейг, Софья Азарьевна, ст. н. с. НИИ, — за разработку технологии, конструкции и организацию массового производства железо-никелевых аккумуляторов
2. Амарантов, Владимир Николаевич, руководитель работы, Старицын, Георгий Васильевич, Удалов, Александр Петрович, инженер-подполковник, Богомолов, Георгий Александрович, Сандлер, Самуил Мануилович, н. с. НИИ, Плешков, Аркадий Ефимович, бывший директор института, Востоков, Михаил Николаевич, инженер МПСС СССР, — за работу в области средств связи
3. Амиян, Вартан Александрович, руководитель работы, гл. инженер, Герцик, Эдмунд Рафаилович, Базлов, Михаил Николаевич, Пономарёв Константин Петрович, Чернов, Бронислав Семёнович, Малый, Алексей Фёдорович, Андрейка, Виктор Фёдорович, инженеры, Оруджев, Сабит Атаевич, нач. объединения, — за разработку и внедрение эффективного метода увеличения добычи нефти
4. Амосов, Григорий Никифорович, нач. ГУ МРП СССР, Митрофанов, Алексей Павлович, директор, Гурьев, Аркадий Леонидович, нач. сетевязального цеха, Карпов Николай Иванович, гл. механик Решетихинской сетевязальной фабрики; Деминов, Николай Александрович, гл. инженер Касимовской сетевязальной фабрики, — за разработку конструкции отечественной сетевязальной машины
5. Андрианов, Кузьма Андрианович, руководитель работы, профессор, Топчиев, Александр Васильевич, академик, Лезнов, Николай Семёнович, Соболевский, Михаил Викторович, Сабун, Людмила Антоновна, сотрудники института, Намёткин, Николай Сергеевич, доцент, Кусаков, Михаил Михайлович, профессор, Изюмов, Борис Дмитриевич, Левшук, Максим Яковлевич, Голубцов, Сергей Александрович, инженеры завода, — за разработку и внедрение новых авиационных двигателей
6. Арван, Михаил Борисович, руководитель работы, гл. конструктор, Бутыхов, Николай Васильевич, Тимофеев, Александр Андреевич, Шофлер, Владимир Борисович, Саичев, Леонид Степанович, инженеры, Тулаев, Валентин Владимирович, директор Дмитровского экскаваторного завода, — за создание и промышленное освоение нового отечественного многоковшового экскаватора
7. Арсеев, Александр Васильевич, руководитель работы, ст. н. с., Ширинкин, Николай Алексеевич, н. с., Восточного НИИ топливопользования; Олейник, Евгений Давидович, инженер завода имени Ф. Э. Дзержинского, Сигов, Константин Алексеевич, — за разработку и внедрение метода беспламенного сжигания низкокалорийного доменного газа
8. Артёменко, Евгений Петрович, н. с. НИИ, Николаев, Аркадий Фёдорович, инженер ГИИ имени А. А. Жданова, — за создание нового механизма для сооружения линии связи
9. Атабеков, Григорий Иосифович, руководитель работы, профессор МАИ имени С. Орджоникидзе, Волков, Виктор Макарович, Смородинский, Яков Михайлович, Фабрикант, Вениамин Львович, инженеры треста «Теплоэлектропроект», — за разработку и освоение серийного выпуска быстродействующей фильтровой высокочастотной защиты электросетей
10. Багиров, Агасаф Алигасимович, Кафаров, Ага Гусейн, Бедирханов, Мирзабала Дадаш оглы, мастера по добыче нефти объединения «Азнефть», — за организацию комплектно-расчётных бригад и увеличение межремонтного периода работы нефтяных скважин
11. Байчурова, Хадыга Хусаиновна, агроном Казанской ГСС, — за выведение нового сорта озимой ржи
12. Балаян, Ашот Карапетович, гл. конструктор, Малютин, Александр Фёдорович, Яковлев, Евгений Иванович, инженеры НИИ, Карасёв, Николай Алексеевич, Левицкий, Алексей Ярославович, Орлов, Борис Абрамович, инженеры, — за разработку в области военной техники
13. Балбачан, Яков Иванович, руководитель работы, нач., Посевин, Пантелеймон Романович, ст. инженер ТУ по строительству МУП СССР, Чугунов, Александр Фёдорович, инженер МУП СССР, Балашов, Иван Павлович, гл. инженер Кузнецкого МСЗ горного оборудования, Мацилевский, Григорий Владимирович, нач. строительства шахты «Центральная-Заводская» в Донбассе, Гурский, Иван Климович, бригадир проходчиков шахты «Мушкетовская-Вертикальная» в Донбассе, Липкин, Зиновий Григорьевич, гл. инженер ремонтно-механического завода треста «Кизелшахтострой», Чуксеев, Яков Корнеевич, нач. Главкузбассшахтостроя, Кузнецов, Павел Владимирович, управляющий трестом «Сталиншахтовосстановление», — за создание и внедрение погрузочной машины при проходке вертикальных шахтных стволов
14. Барков Александр Сергеевич, руководитель работ, инженер-подполковник, Королёв Алексей Иванович, профессор, Михеев, Евгений Павлович, Степанов, Михаил Константинович, Энглин, Абрам Львович, н. с., — за работу в области военного снаряжения
15. Батраков, Сергей Александрович, токарь ЛТЗ, Белоусов, Андрей Яковлевич, кузнец СТЗ, Васильева, Нина Александровна, стерженщица литейного цеха Московского автозавода имени И. В. Сталина, Загорный, Андрей Прохорович, бригадир кузнецов, Луковников, Михаил Павлович, нач. плавильного участка литейного цеха ГАЗ имени В. М. Молотова, — за широкое внедрение в производство новых стахановских методов труда
16. Беленицын, Фёдор Трофимович, рыбак-стахановец, член колхоза «Ленинские всходы» Марфинского района Астраханской области, — за коренное усовершенствование неводного лова рыбы на Северном Каспии и за получение высоких уловов в течение ряда лет
17. Белов, Иван Тимофеевич, ст. мастер, Шумилин, Виктор Филиппович, токарь завода «Красный пролетарий», Васильев Василий Иванович, нач. участка механического цеха завода «Калибр», Гончаров, Андрей Николаевич, ст. мастер МССЗ имени С. Opджоникидзе, Неживенко, Григорий Селиванович, Ячменёва, Татьяна Петровна, токари Одесского завода радиальных станков, Макеев, Дмитрий Михайлович, фрезеровщик завода тяжёлого станкостроения, Подвесько, Иван Филиппович, токарь ХССЗ имени В. М. Молотова, Смирнов Николай Григорьевич, токарь Горьковского завода фрезерных станков, — за широкое внедрение новых скоростных методов производственной работы
18. Берилов, Рафаил Иванович, руководитель работы, директор, Морозов Борис Иванович, Семёнов, Пётр Гаврилович, инженеры, Чаплыгин, Пётр Тимофеевич, зам. директора завода «Монумент»; Одноралов, Николай Васильевич, зав. лабораторией МИДИПИ, — за разработку и внедрение новой технологии гальванопластики при репродуцировании скульптур в металле
19. Бирюков, Василий Михайлович, токарь, Рябов, Алексей Никандрович, кузнец ЛМЗ имени И. В. Сталина; Дрокин, Василий Дмитриевич, токарь ХТГЗ имени С. М. Кирова, Пономарёв, Виктор Терентьевич, зуборезчик Уралмаш имени С. Орджоникидзе, — за коренные усовершенствования процессов обработки деталей машин, обеспечившие значительное повышение производительности труда и снижение стоимости продукции
20. Богданов Николай Васильевич, руководитель работы, Смальчевский, Игнатий Осипович, Ерохин, Владимир Алексеевич, Воробьёв, Виктор Николаевич, Рублевский, Михаил Адамович, Белов, Борис Иванович, Сапожников, Соломон Ефремович, инженеры; Крук, Виктор Константинович, инженер-подполковник, — за коренное усовершенствование производства вооружения
21. Богуславский, Евгений Яковлевич, инженер-подполковник, гл. конструктор проекта, Губенко, Евгений Степанович, Петропавловский, Георгий Борисович, Пешнев, Сергей Григорьевич, Туник, Пётр Андреевич, н. с. Керимов, Керим Алиевич, инженер-капитан, — за разработку новой радиоаппаратуры
22. Браудзе, Лазарь Гаврилович, Козовец, Пётр Филиппович, инженеры, — за работу в области военной техники
23. Бродский, Аркадий Яковлевич, руководитель работы, ст. н. с., Верченко, Василий Романович, Дьяченко, Василий Васильевич, Мешкова, Ольга Васильевна, Петров Александр Васильевич, Третьяков, Фёдор Емельянович, н. с. НИИ, — за разработку и внедрение новых методов методов дуговой электросварки
24. Брылеев, Аркадий Михайлович, руководитель лаборатории, Фонарёв, Наум Михайлович, н. с. ВНИИЖТ, — за создание горочной автоматической централизации
25. Букаев, Пётр Степанович, руководитель работы, Брюхов, Михаил Яковлевич, Гурин, Павел Иванович, Крутов, Пётр Петрович, Мошкин, Василий Михайлович, капитаны пароходов, Бузынин, Анатолий Андреевич, рулевой, Луцков, Василий Яковлевич, штурман, Плеханов, Иван Михайлович, Сорокин, Владимир Павлович, механики, Охотников, Георгий Ильич, инженер Волжского грузового пароходства, — за коренное усовершенствование методов эксплуатации речных судов
26. Бурдуков, Пётр Васильевич, руководитель работы, гл. инженер, Лобанов, Павел Александрович, Победоносцев, Юрий Кенсоринович, Ранский, Борис Николаевич, инженеры, Суворова, Ольга Александровна, ст. н. с., Бибикова, Валентина Ивановна, н. с. НИИ, — за разработку и освоение метода извлечения редкого металла из отходов производства
27. Бурштейн, Илья Ефимович, руководитель работы, Огнев, Николай Николаевич, Слоним, Лев Самойлович, инженеры ЭНИМС, Лексаков, Дмитрий Евдокимович, инженер Серпуховского напилочного завода, — за разработку и внедрение в промышленность новой технологии изготовления напильников
28. Бутарин, Николай Саввич, руководитель работы, зав сектором генетики животных, Жандеркин, Абдул Газиз Ибраевич, зам. директора, Большакова, Екатерина Васильевна, Исенжулов, Андижан, н. с. ИЭБ АН Казахской ССР; Каюпов, Туленды, Манапбаева, Жамал, ст. чабаны Курмектинской экспериментальной базы АН Казахской ССР; Мусралиев, Молдахим, председатель колхоза «Кзыл-Ту» Кегеньского района Алма-Атинской области, — за выведение новой породы тонкорунных овец «Казахский архаромеринос»
29. Васин, Константин Дмитриевич, руководитель работы, Иванов Константин Иванович, Усевич, Игнатий Васильевич, Фугзан, Марк Давыдович, Марченко, Лариса Николаевна, н. с., — за усовершенствования методов производства открытых горных работ
30. Веденяпин, Георгий Александрович, руководитель работы, Музюкин, Пётр Иванович, Ползиков, Владимир Сергеевич, Семёнов, Виктор Арсеньевич, Струнников, Николай Фёдорович, Ушаков, Иван Семёнович, инженеры ГАЗ имени В. М. Молотова; Арманд, Евгений Борисович, нач. ТУ МАТП СССР, — за разработку конструкции и технологии производства грузовых автомобилей
31. Викторов, Николай Васильевич, руководитель работы, гл. инженер, Аронов, Давид Ильич, инженер-фотогеодезист, нач., Шахвердов, Азим Шахвердович, инженер-исследователь, ст. инженер-лаборант Оптической лаборатории Северо-Западного аэрогеодезического предприятия; Коншин, Михаил Дмитриевич, профессор ЦНИИГАиК, Русинов, Михаил Михайлович, профессор ЛИТМО, — за разработку и выпуск сверхширокоугольных мультиплексов для аэрофотосъёмок
32. Виноградов Евгений Андреевич, руководитель работы, ст. техник-лейтенант, Обломов, Алексей Фёдорович, инженер НИИ, Смородинский, Борис Соломонович, Хахарев, Вениамин Михайлович, инженеры завода, Чикишев, Виктор Иванович, инженер КБ, — за работу в области средств связи
33. Воздвиженский, Сергей Дмитриевич, руководитель работы, гл. инженер ЦТКБ, Фикс, Шлеим Аронович, гл. инженер, Ядрихинский, Николай Михайлович, ст. производитель работ, Лахтионов, Владимир Дмитриевич, бригадир котельщиков судостроительного завода Лименда; Терек, Василий Фёдорович, нач. КБ завода имени Коминтерна, Бут, Сергей Моисеевич, нач. КТО МССЗ, Горетов, Михаил Афанасьевич, мастер Московской судостроительной верфи, Чернов, Михаил Иванович, зам. председателя научно-технического совета МРФ СССР, Турков, Николай Михайлович, зам. нач. отдела флота и судостроения ТУ МРФ СССР, — за разработку и внедрение в производство новых типов речных судов
34. Воловик, Самуил Семёнович, руководитель работы, Гончаров, Григорий Иванович, Котюхов, Павел Владимирович, н. с. ВНИИЛК, — за создание простой и сложной молотилок для обмолота конопли
35. Волощук, Семён Николаевич, гл. инженер, Акименко, Константин Григорьевич, нач. Смородинского управления, Медведев, Аристарх Иванович, бригадир проходческой бригады, Аржанов, Степан Михайлович, Телегин, Николай Григорьевич, звеньевые проходческих бригад треста «Мосшахтстрой»; Пономаренко, Антон Илларионович, нач., Логачёв, Сергей Тимофеевич, машинист углезагрузочной машины, Канониров, Харитон Корнеевич, бригадир комплексной бригады шахты комбината «Ростовуголь», — за усовершенствование скоростных методов прохождения горных выработок на шахтах Донецкого и Подмосковного бассейнов
36. Воронов, Сергей Григорьевич, руководитель работы, Тележкина, Эра Евграфовна, Фисененко, Нина Евгеньевна, н. с., Туник, Ефим Яковлевич, директор ВНИИ абразивов и шлифования, — за разработку новых абразивных материалов
37. Ворошин, Владимир Иванович, пом. мастера комбината «Трёхгорная мануфактура» имени Ф. Э. Дзержинского, Рожнева, Мария Ивановна, прядильщица, Кононенко, Лидия Фёдоровна, ткачиха Купавинской тонкосуконной фабрики, Митин, Семён Иванович, нач. цеха Косинской трикотажной фабрики, Муштукова, Ольга Яковлевна, закройщица обувной фабрики «Скороход», Суховерхова, Пелагея Павловна, мастер Московской швейной фабрики «Красная швея», Левкоев, Фантин Дмитриевич, нач. ремонтно-механического отдела прядильной фабрики Куровского меланжевого комбината, — за разработку рациональных методов организации труда и производства в лёгкой промышленности, обеспечивших улучшение качества продукции и экономию сырья и материалов
38. Галушко, Михаил Кузьмич, руководитель работы, нач. станции рудничного транспорта, Артёменко, Иван Андреевич, директор Макеевского НИИ по безопасности работ в горной промышленности; Магнитский, Николай Александрович, инженер Донецкого филиала Гипроуглемаша, Леонов, Леонид Иванович, гл. инженер Краснолучского МСЗ, Наумов, Георгий Дмитриевич, нач. отдела комбината «Ворошиловградуголь», — за создание конструкции вагонеток, обеспечивших механизацию спуска и подъёма горнорабочих по шахтным наклонным выработкам
39. Гержой, Аркадий Петрович, руководитель работы, ст. н. с., Кирзнер, Олег Борисович, мл. н. с. ВНИИЗ, Беляев, Владимир Ильич, гл. инженер завода, Гречищев, Николай Иванович, нач. ГУ МСХМС СССР, Самочётов, Виктор Фёдорович, зам. нач. техотдела Всесоюзного объединения «Востокзаготзерно», Скороваров, Михаил Антонович, ст. инженер техотдела элеваторно-складского управления МЗ СССР, — за разработку конструкции, освоение и внедрение в производство подвижных механизированных зерносушилок ЗСП-1 и ЗСП-2 «Кузбасс»
40. Гинкин, Георгий Григорьевич, гл. конструктор, Савельев, Борис Николаевич, Соколов, Иван Тимофеевич, Келлер, Григорий Ильич, Ковалёв, Евгений Васильевич, Шпагин, Василий Иванович, инженеры НИИ, — за разработку и внедрение в серийное производство новой радиоаппаратуры
41. Глубоков, Николай Дмитриевич, ст. машинист депо Отрожка ЮВЖД, Шумилов, Георгий Сергеевич, ст. машинист станции Красный Лиман СДЖД, Блаженов, Виктор Григорьевич, ст. машинист депо Москва — Сортировочная МРЖД, Каменских, Николай Михайлович, ст. машинист депо Верещагино ПЖД, Каптагаев, Мухтар, ст. машинист депо ТСЖД, Кондратьев, Александр Семёнович, машинист депо Орёл МКЖД, Королёва, Клавдия Петровна, поездной диспетчер Московского отделения МРЖД, Костырко, Иван Михайлович, поездной диспетчер Ворошилоградского отделения СДЖД, Гульшин, Иван Дмитриевич, машинист депо Россошь ЮВЖД, — за разработку и внедрение нового стахановского метода труда на ж/д транспорте (движение машинистов-пятисотников)
42. Голубцов, Вячеслав Алексеевич, профессор МЭИ имени В. М. Молотова, Колосков, Сергей Павлович, ст. н. с., Комаров, Аврамий Фёдорович, ст. н. с. ВНИИСП, Бурков, Григорий Александрович, нач. Главной инспекции котлонадзора МЭС СССР, Шапкин, Илья Фёдорович, мт. н. с. ВТИ имени Ф. Э. Дзержинского, — за разработку новых методов термической и химической обработки питьевой воды и конструкции водоочистителей для промышленных котельных
43. Гоноженко, Ольга Калистратовна, звеньевая колхоза имени Первого Мая Талды-Курганской области КССР, — за получение высокого урожая сахарной свёклы
44. Грибанов, Иван Ильич, руководитель работы, Трегубов, Николай Иванович, инженеры ЦНИИЛ ГУ спичечной промышленности, Чуенков, Виктор Сергеевич, зам МЛБП СССР, Степанов, Михаил Николаевич, нач. ГУ спичечной промышленности, Малков, Сергей Иванович, зав. производством ЭСФ, — за разработку и внедрение в промышленность новых клеящих веществ для спичечного производства
45. Гроссман, Рахиль Иосифовна, руководитель работы, ст. н. с., Александров Василий Иванович, мл. н. с. ВНИИСХМ; Карпенко, Александр Николаевич, профессор ВНИИМСХ, Копчинский, Абрам Фишелевич, нач. техотдела Белинского ЗСХМ, — за разработку конструкций комбинированных зернотравяных сеялок для травопольной системы земледелия
46. Гуревич, Наум Абрамович, руководитель работы, Гагулин, Евгений Иванович, Львович, Александр Аркадьевич, Калихман, Семён Григорьевич, инженеры завода, — за разработку и внедрение в серийное производство новой радиоаппаратуры
47. Гусаров, Владимир Николаевич, руководитель работы, директор, Алексеев, Евгений Михайлович, бывший нач. цеха, Деханов, Николай Михайлович, бывший директор, Щедровицкий, Яков Самуилович, нач. цеха, Колпаков, Пётр Савельевич, Карнаухов, Яков Алексеевич, мастера завода, — за коренное усовершенствование технологии выплавки ферросплавов
48. Гусейнов, Джебраил Мухтар оглы, ч.- к. АН АзССР, Алекперов, Сулейман Измаилович, директор Ширванской зональной опытной станции АзНИИЗ, Гасанов, Аскер Салим оглы, мл. н. с. ИАП АН АзССР, — за успешное применение отработанного гумбрина для повышения урожайности с/х культур
49. Гусейнов, Рагим Аллахверди оглы, директор АзНИС шелководства, — за выведение новой высокошелконосной породы тутового шелкопряда «Азербайджан»
50. Дембо, Аркадий Рувимович, руководитель работы, гл. инженер Главстроя МПСМ СССР, Царьков, Алексей Александрович, ст. инженер треста «Промстальмонтаж», Кучинский, Михаил Борисович, инженер завода «Октябрь», Алексенцев, Михаил Яковлевич, бригадир монтажников треста «Проммонтаж», — за разработку и внедрение в производство скоростного способа монтажа вращающихся цементных печей
51. Джунковский, Георгий Николаевич, капитан арт.- тех. сл., Жученко, Игорь Николаевич, инженер, Ермонский, Игорь Николаевич, ст. техник-лейтенант, Зинченко, Николай Георгиевич, инженер-подполковник, Козлов Владимир Николаевич, гв. майор арт.-тех. сл., — за создание установки для исследования по баллистике
52. Дмитриевский, Вячеслав Иосифович, руководитель работы, Мелькумов, Тигран Меликсетович, профессор, Стефановский, Всеволод Александрович, Холщевников, Константин Васильевич, Фадеев, Александр Алексеевич, Этингоф, Михаил Наумович, Шарохин, Владимир Иванович, н. с. НИИ, — за работы в области моторостроения
53. Доронин, Николай Дмитриевич, руководитель работы, Доронин, Владимир Дмитриевич, инженер-подполковники, Доронин, Анатолий Дмитриевич, инженер-капитан, Саввичев, Леонид Владимирович, инженер завода, — за работу в области авиационной техники
54. Дымшиц, Вениамин Эммануилович, руководитель работы, управляющий, Филиппов Николай Григорьевич, гл. инженер, Бабаев, Василий Григорьевич, Подлепа, Алексей Пантелеймонович, Гурович, Лев Зиновьевич, инженеры треста «Запорожстрой», — за разработку и внедрение технологических правил в жилищное и промышленное строительство
55. Елизарова, Вера Васильевна, руководитель работы, Хазан, Аркадий Исаакович, Светлов, Николай Иванович, Аствацатуров, Аким Лукьянович, Бондаренко, Константин Михайлович, инженеры, — за работу в области средств связи
56. Елин, Николай Дмитриевич, руководитель работы, гл. геолог, Строн, Павел Александрович, гл. инженер, Дегтярёв, Анатолий Александрович, нач. объединения; Компанцев, Владимир Павлович, управляющий, Мухин, Алексей Владимирович, инженер-геолог конторы, — за открытие новых месторождений природного газа
57. Журавченко, Александр Николаевич, Балакирев, Яков Ильич, н. с. института, — за работу в области самолётного оборудования
58. Захаров, Иван Иванович, руководитель работы, ст. инспектор МРП РСФСР, Болховитинов, Василий Дмитриевич, ст. экономист Управления планирования пищевой промышленности Госплана СССР, Ильин, Борис Сергеевич, профессор, ст. н. с. ВНИИМРХО, Баллавин, Григорий Васильевич, гл. ихтиолог Главрыбвода, Кичагов, Анатолий Васильевич, ст. инженер-рыбовод МРП СССР, — за работу по акклиматизации черноморских кефалей в Каспийском море
59. Иванов Михаил Михайлович, зав. лабораторией ГНКИВП, — за разработку и внедрение в практику животноводства вакцины против заболевания поросят паратифом
60. Иванов Николай Николаевич, профессор, директор НИДИ, — за коренное усовершенствование методов строительства автомобильных дорог
61. Иорданский, Александр Николаевич, руководитель работы, нач. лаборатории, Чельцов, Всеволод Сергеевич, н. с. института; Уваров, Валентин Алексеевич, инженер-подполковник, — за разработку нового типа фотоматериалов
62. Кадыков, Александр Васильевич, руководитель работы, Любченко, Константин Васильевич, Резников, Залман Моисеевич, Семёнов, Михаил Андреевич, Ткаченко, Леонид Нестерович, Балтин, Герман Степанович, Байков, Александр Иванович, инженерно-технические работники часовой промышленности, — за создание специального технологического оборудования, приборов и инструмента для изготовления деталей для часов
63. Калачёв, Константин Александрович, руководитель работы, Савченко, Василий Степанович, Чичельницкий, Иосиф Моисеевич, Столяров Владимир Иванович, инженеры Московского автозавода имени И. В. Сталина, — за разработку конструкций, изготовление и внедрение высокопроизводительных автоматизированных сварочных аппаратов
64. Капацинская, Антонина Александровна, доцент, Луковникова, Елена Васильевна, ассистент ГСХИ; Махлонова, Анфиса Михайловна, ст. инспектор по племенному делу Горьковского ОУСХ, Орлова, Елена Михайловна, зав. овцеводческой фермой колхоза имени Первого Мая Богородского района Горьковской области, — за выведение новой мясо-шерстной породы овец Горьковской области
65. Качурин, Абрам Давидович, гл. конструктор разработки, Жданов, Георгий Дмитриевич, Лелиовский, Антон Феликсович, Новодворский, Юрий Борисович, инженеры, Жук, Николай Александрович, директор завода, — за разработку новых средств связи
66. Китайгородский, Исаак Ильич, руководитель работы, профессор МХТИ имени Д. И. Менделеева, Суровцев, Василий Петрович, конструктор опытного завода ВНИИС, Карягин, Пётр Алексеевич, нач. цеха, Пономаренко, Алексей Михайлович, бывший нач. цеха завода «Автостекло», — за создание нового строительно-изоляционного материала «Пеностекло»
67. Ковшов, Александр Родионович, руководитель работы, нач. мастерских горноспасательной аппаратуры, Соболев, Георгий Георгиевич, нач. Управления горноспасательных частей МУП СССР, Николенко, Игнат Леонтьевич, нач., Николаев, Владимир Фёдорович, бывший гл. инженер горноспасательных частей Сталинской области, Бахтюков, Михаил Иванович, конструктор, — за коренное усовершенствование регенеративных кислородных респираторов и широкое внедрение их для горноспасательных частей
68. Козырев, Борис Павлович, доцент, зав. кафедрой ЛЭТИ имени В. И. Ульянова (Ленина), — за создание фотоэлектрооптических усилителей
69. Колганов, Алексей Васильевич, руководитель работы, гл. инженер, Васильев Василий Васильевич, мастер, Каныгин, Виктор Сергеевич, техник 1-го МЧЗ, Бирюков, Николай Леонтьевич, инженер-подполковник, — за освоение и серийный выпуск морских хронометров с контактным приспособлением
70. Колодкевич, Дмитрий Павлович, конструктор, — за работу в области вооружения
71. Конторов, Борис Моисеевич, руководитель работы, инженер, Жураковский, Николай Матвеевич, ст. мастер треста «ОРГРЭС», Рафалович, Изекиил Исаакович, инженер «Ростовэнерго», Соколов, Евгений Владимирович, гл. инженер опытно-сварочного завода, — за разработку и промышленное внедрение сплавов для наплавки изнашиваемых деталей оборудования электростанций
72. Корнев, Алексей Семёнович, инженер, — за работу в области инженерного вооружения
73. Корнилов, Иван Иванович, руководитель работы, зав., Проханов, Василий Фёдорович, инженер-конструктор, Пряхина, Лидия Ивановна, Вьяль, Николай Васильевич, мл. н. с. лаборатории ИОНХАН имени Н. С. Курнакова; Строев, Александр Степанович, Брандт, Борис Владимирович, инженеры, — за разработку и осуществление нового метода иссделования жаропрочных сплавов
74. Коробов, Митрофан Фёдорович, руководитель работы, нач. Главподшипника МАТП СССР; Громов, Анатолий Александрович, гл. инженер; Абрамов Александр Васильевич, инженер-технолог; Никольский Владимир Николаевич, инженер-конструктор; Соколов Николай Николаевич, нач. КБ Первого ГПЗ имени Л. М. Кагановича; Кубышкин, Евгений Ильич, бывший ст. н. с.; Мансырев, Михаил Савельевич, руководитель лаборатории горячей раскатки колец; Свенохов, Илья Константинович, наладчик — экспериментатор ЭНИИПП, — за разработку и внедрение в промышленность новых методов изготовления подшипниковых колец способом горячей раскатки
75. Корсуков, Евгений Семёнович, руководитель работы, Байков, Вениамин Степанович, Коврыжкин, Виктор Фёдорович, Леонов Иван Петрович, Мудров, Василий Михайлович, Никифоров, Иван Михайлович, инженеры завода, — за коренное усовершенствование технологии кораблестроения
76. Котомчанин, Алексей Андреевич, мастер МСЗ, — за разработку и внедрение новых скоростных методов работы, обеспечивших значительное сокращение длительности производственных циклов
77. Кошка, Степан Степанович, гл. конструктор, Вяткина, Евлалия Ильинична, Доктуровская, Ирина Владимировна, Лизарев, Борис Алексеевич, н. с. НИИ; Алексеев Владимир Павлович, инженер, Данилин, Андрей Макарович, директор завода, — за разработку и серийное производство новой радиоаппаратуры
78. Красилов, Александр Викторович, гл. конструктор разработки, Мельников Александр Иванович, инженеры НИИ, — за разработку и внедрение в серийное производство новой радиоаппаратуры
79. Красичков, Вячеслав Прокофьевич, ст. н. с. Таджикской республиканской опытной станции ВНИИХ, — за выведение и внедрение в производство тонковолокнистых сортов хлопчатника 504-В и 2365-В
80. Кривоносов, Сергей Васильевич, руководитель работы, Артёмов, Михаил Иванович, Никифоров Константин Степанович, инженеры НИИ, — за работу в области военно-морской техники
81. Крылов, Валентин Феоктистович, руководитель работы, зав. лаборатории ВНИИЦП, Добролюбов, Евгений Михайлович, руководитель работы, бывший зам. управляющего, Корольков, Валентин Иванович, гл. инженер шлако-цементного комбината, Куринной, Тарас Григорьевич, техник-технолог треста «Тагилстрой»; Крашенинников, Сергей Николаевич, гл. инженер Киевского цементного завода, Серов, Виталий Вячеславович, инженер, — за разработку и освоение метода полусухой грануляции доменных шлаков
82. Крылов, Михаил Матвеевич, ст. н. с. ИМЕРАН имени В. А. Обручева, — за изобретение ледяных изотермических складов
83. Кузичев, Михаил Владимирович, руководитель работы, н. с. ВИСХОМ, Андренко, Александр Порфирьевич, инженер завода имени Ф. Э. Дзержинского, Джанполадов, Вахтанг Павлович, гл. инженер завода имени М. И. Калинина, — за создание и внедрение в производство садово-огородного трактора и с/х машин к нему
84. Кузнец, Сидор Антонович, председатель колхоза «Пролетар» Черкасского района Киевской области, — за применение новой агротехники и усовершенствование сеялок и почвообрабатывающих машин, способствующих повышению урожайности кок-сагыза
85. Латышев, Михаил Степанович, руководитель, работы, ст. н. с., Кондрашук, Пётр Климентьевич, Волков, Пётр Григорьевич, Илюшин, Алексей Александрович, Макаров, Валентин Васильевич, Бушуев, Николай Михайлович, н. с. ВНИИЛ, — за создание системы машин для обработки льна
86. Лебедев, Сергей Алексеевич, д. ч. АН УССР, директор, Цукерник, Лев Вениаминович, ст. н. с. ИЭТ АН УССР, — за разработку и внедрение устройства компаундирования генераторов электростанций для повышения устойчивости энергосистем и улучшения работы электроустановок
87. Леви, Лев Израилевич, руководитель работы, главный металлург, Анисимов, Александр Васильевич, парторг ЦК ВКП(б), Краснов, Василий Фёдорович, начальник литейного цеха Московского завода «Динамо», Кондаков, Вадим Всеволодович, гл. инженер отдела по применению кислорода в металлургии, Заславский, Михаил Яковлевич, инженер Гидроречтранса, Чистоплюев, Александр Сергеевич, нач. техотдела Гомельского судоремонтого завода, Цирулин, Михаил Петрович, мастер литейного цеха завода «Ленинградский водник», Прутяну, Леонид Николаевич, директор, Нечипоренко, Николай Андреевич, гл. инженер, Лаврусевич, Владимир Васильевич, нач. техотдела, Белоусов, Фёдор Иванович, нач. литейного цеха РСРЗ, — за разработку и внедрение в производство выплавки высококачественных чугунов на кислородном дутье
88. Левин, Соломон Яковлевич, руководитель работы, Дмитриев, Сергей Андреевич, н. с. ЦНИИ промсооружений; Бауман, Виктор Александрович, зам. директора, Петрунькин, Леонид Павлович, нач. отдела ВНИИСДМ; Миротворский, Сергей Александрович, директор завода «Стройдеталь», — за коренное усовершенствование технологии заводского изготовления пустотельных балок-настилов и внедрение их в строительство
89. Линевская, Генофефа Леонардовна, руководитель работы, нач. сектора центральной заводской лаборатории, Курский, Рувим Михайлович, гл. инженер Краснопресненского лако-красочного завода; Крылов Борис Николаевич, инженер, — за разработку и внедрение в промышленность новых лако-красочных материалов «муаровых эмалей»
90. Логинов, Дмитрий Фёдорович, руководитель работы, Вознесенский, Борис Николаевич, Гранат, Михаил Борисович, Аверин, Павел Павлович, Кобленц, Яков Германович, н. с., — за работу в области средств связи
91. Лотов, Андрей Борисович, руководитель работы, Рекстин, Арманд Жанович, Жданов, Виктор Тихонович, н. с. института, — за работы в области самолётостроения
92. Лоцманов, Сергей Николаевич, инженер-подполковник, преподаватель ВВИА имени Н. Е. Жуковского, — за разработку припоев и флюсов для пайки и сварки алюминия и его сплавов
93. Лузин, Павел Гаврилович, руководитель работы, зам. нач. цеха, Окунев, Иван Васильевич, директор, Довгопол, Виталий Иванович, инженер Уралвагонзавода имени И. В. Сталина; Богачёв, Иван Николаевич, Горшков, Андрей Андреевич, профессора УПИ имени С. М. Кирова; Смелов, Михаил Алексеевич, зам. гл. металлурга, Корюкалов, Алексей Григорьевич, нач. сектора металлургического отдела МТМ СССР, — за коренное усовершенствование методов производства чугунных вагонных колёс
94. Лукашкин, Николай Иванович, гл. инженер Главчерметстроя Приднепровья, Пэн, Семён Самойлович, зав. лабораторией ЦНИИ промышленных сооружений, Шерман, Лев Николаевич, архитектор, Балабан, Исаак Моисеевич, инженер треста «Промстройпроект»; Кругляк, Семён Исаевич, инженер, Семенцов, Сергей Андрианович, зав. лабораторией НИИ, Могильный, Алексей Иванович, гл. инженер Управления производственных предприятий МСПМ СССР; Книрель, Виктор Львович, управляющий Приднепровским Промстройпроектом, Соколов, Павел Николаевич, профессор, зам. директора ВНИИ асбоцементной промышленности, Харчевников, Николай Дмитриевич, бывший гл. инженер, Кувиченский, Марк Павлович, директор Ростовского шиферного завода; Воробьёв, Александр Иванович, гл. инженер, Николаенко, Николай Иванович, директор комбината асбоизделий «Красный строитель», Титов, Фёдор Алексеевич, бывший гл. инженер треста «Союзасбоизделия», Захаров, Иван Трифонович, директор Краматорского шиферного завода, — за разработку и внедрение новых конструкций из асбоцемента в строительстве промышленных зданий и сооружений
95. Лысин, Борис Савельевич, д. ч. АН УССР, Черепова, Ольга Васильевна, мл. н. с. института, — за разработку новых безоловянных эмалей
96. Малаховский, Григорий Викторович, руководитель работы, нач. металлургического отдела ЦНИИ, Мельников Алексей Иванович, Фролов, Николай Петрович, Штильман, Фроим Львович, Охотин, Борис Николаевич, Фомичёв Александр Иванович, Фрумкин, Иосиф Аронович, инженеры, — за организацию поточного производства литых высокопрочных якорных цепей
97. Мальцев, Фома Иванович, нач. центрального бюро техпомощи строительству МСПТИ СССР, — за разработку комплексной системы контейнеризации стеновых материалов
98. Марон, Соломон Рафаилович, руководитель работы, Ладухин, Михаил Евтихиевич, Гальбрайх, Рувим Авсеевич, Секретёв, Сергей Михайлович, инженеры завода, — за разработку образца новой радиотехники
99. Медовар Борис Израилевич, руководитель работы, ст. н. с., Лашкевич, Рафаил Иванович, конструктор института; Слыш, Георгий Кондратьевич, директор, Гарагуля, Алексей Михайлович, Соболев, Пётр Иванович, работники завода, — за разработку нового высокопроизводительного способа двудуговой автоматической электросварки труб большого размера
100. Мильман, Борис Самойлович, руководитель работы, Цыпин, Израиль Осипович, ст. н. с., Унксов, Евгений Павлович, директор ЦНИИТМАШ; Василенко, Андрей Аверьянович, д. ч., Григорьев, Исидор Степанович, зав. отделением лаборатории машиностроения и проблем с/х механики АН УССР; Меерович, Илья Борисович, Березин, Пётр Васильевич, инженеры завода «Русский Дизель», — за разработку и освоение новой технологии получения сверхпрочного чугуна
101. Милютин, Виктор Владимирович, гл. конструктор разработки, Балабанов, Вячеслав Дмитриевич, Керпелев, Гдалий Менделевич, Тимаев, Леонид Петрович, инженеры, Ливенцов, Иван Николаевич, директор завода; Кузик, Владимир Степанович, н. с. института, — за работу в области радиосвязи
102. Миронов, Вадим Дмитриевич, руководитель работы, Давыдов, Наум Ильич, н. с., Стефани, Евгений Павлович, зав. лабораторией ВНИТТИ имени Ф. Э. Дзержинского, — за разработку и внедрение в промышленность электронных автоматических регуляторов тепловых процессов
103. Михайлов Николай Васильевич, руководитель работы, зам. директора, Розен, Ольга Борисовна, н. с. НИИ по строительству; Калесниченко, Александр Георгиевич, гл. инженер «Главсевзапстрой», Бахметьев, Сергей Михайлович, инженер стройтреста МСПМ СССР, Межов, Илья Абрамович, инженер Главпромстроя МПС СССР, — за разработку новых методов устройства рулонных кровель
104. Морозов, Анатолий Петрович, руководитель работы, Голубев, Леонид Васильевич, Соломенцев, Василий Алексеевич, инженеры НИИ, Яхонтов, Юрий Владимирович, директор, Фёдоров Сергей Иванович, инженер завода, — за работу в области военной техники
105. Нагаткин, Андрей Георгиевич, нач. КБ, Укладов, Дмитрий Васильевич, гл. инженер Московского завода «Манометр», — за разработку и внедрение в серийное производство новой конструкции манометров высокого давления высшего класса точности
106. Назарова, Нина Александровна, зуборезчица УралАЗ имени И. В. Сталина, — за коренное усовершенствование эксплуатации станков, обеспечившее значительное удлинение межремонтного цикла
107. Науменко, Пётр Васильевич, руководитель работы, нач., Чуков, Пётр Николаевич, ст. инженер Главрасжирмасло; Иродов, Михаил Вячеславович, ст. н. с. ВНИИ жиров, — за разработку и внедрение безреактивного способа расщепления жиров
108. Наянов, Фёдор Васильевич, руководитель работы, нач., Вакутин, Александр Яковлевич, гл. механик экспедиции; Демидов, Фрол Парфеевич, нач. морской проводки, Евдокимов, Виктор Иванович, Сербаев, Владимир Георгиевич, капитаны, — за организацию и осуществление массовой проводки речных судов арктическими морями
109. Николаев Борис Николаевич, руководитель работы, полковник м/сл, Коровин, Фёдор Трофимович, полковник м/сл,Перфильев, Пётр Павлович, профессор, — за разработку новых методов борьбы с насекомыми, переносчиками инфекционных заболеваний
110. Николаев, Всеволод Борисович, руководитель работы, Семихатов, Сергей Николаевич, профессор, н. с. НИИ; Воскресенский, Евгений Григорьевич, Вагин, Евгений Владимирович, Толмачевский, Иван Иванович, инженеры, Герш, Семён Яковлевич, профессор, — за разработку и промышленное освоение нового метода получения химического продукта
111. Никольский, Георгий Васильевич, руководитель работы, Васнецов, Владимир Викторович, Крыжановский, Сергей Григорьевич, Боруцкий, Евгений Владимирович, профессора, Соин, Сергей Гаврилович, доцент, Лебедев, Владимир Дмитриевич, н. с. Института зоологии МГУ имени М. В. Ломоносова, — за разработку и биологическое обоснование системы мероприятий по повышению рыбной продуктивности реки Амур
112. Обрывко, Марк Дмитриевич, руководитель работы, слесарь, Ткаченко, Юрий Леонтьевич, гл. механик, Репин, Гавриил Фёдорович, мастер экспериментальных мастерских Елань-Коленовского сахарного завода, — за изобретение нового типа автопогрузчиков свёклы
113. Овнатанов, Гурген Томасович, руководитель работы, гл. инженер Азнефти, Абдуллаев, Махмуд Али оглы, гл. инженер АзНИИ по добыче нефти, Мехтиев, Эйюб Хабиб оглы, инженер, Аливерди-заде, Керим Салим оглы, гл. инженер, Даниелян, Армаис Авакович, директор, Краснобаев, Александр Васильевич, Шевчук, Юрий Иванович, инженеры АзИНМ; Мамедов, Давуд Джабраил оглы, управляющий трестом «Азнефтемаш», Матыс, Михаил Никифорович, гл. инженер завода имени Ф. Э. Дзержинского, Мовсум заде, Мир Самед Али оглы, гл. инженер треста «Сталиннефть», Сулейманов, Алекпер Багирович, гл. инженер треста «Кировнефть», Вирновский, Анатолий Семёнович, н. с. ВННИИ, — за коренную реконструкцию глубоконасосного метода добычи нефти
114. Орешкин Сергей Иванович, руководитель работы, ст. н. с., Брюхов, Сергей Алексеевич, директор, Шевелёв, Анатолий Васильевич, механик-технолог, Николаев Алексей Александрович, Лепенцов, Пётр Алексеевич, н. с. ЦНИИМЭЛ; Цехановский, Александр Иванович, гл. инженер Тимирязевского ЛПХ треста «Томлес», Некрасов, Семён Николаевич, директор Койгородского ЛПХ треста «Комплес», Коробейников, Пётр Максимович, электропильщик, бригадир поточной бригады Областновского ЛПХ, Бедлинский, Сергей Викторович, нач. Управления комбината «Удмуртлес», — за разработку и внедрение новой технологии лесозаготовок
115. Орро, Павел Иванович, руководитель работы, ст. н. с., Бельговский, Макар Корнеевич, директор, Борисов, Сергей Иванович, зам. директора, Берштейн, Михаил Михайлович, Ковалевский, Николай Григорьевич, н. с. НИИ; Колповский, Константин Михайлович, гл. инженер, — за разработку и освоение метода производства дрецизионных труб
116. Павлов, Павел Фёдорович, руководитель работы, нач., Лысак, Георгий Дмитриевич, Крюков, Николай Григорьевич, Раттур, Вильям Вильямович, сотрудники ЦБ парашютов; Петраков, Александр Иванович, инженер, Уськов, Константин Андреевич, техник Донецкого бюро парашютов; Ненаевский, Иосиф Исаакович, Макагон, Николай Семёнович, инженеры Лаптевского завода Главуглемаша, Романов, Валентин Алексеевич, инженер Главуглемаша, Голяк, Козьма Кириллович, механик треста «Рутченковуголь», — за создание и внедрение парашютов для улавливания клетей в вертикальных шахтных стволах
117. Паничев, Владимир Сергеевич, руководитель работы, инженер, Белоконь, Алексей Никитич, Кузнецов, Георгий Александрович, Черюканов, Валентин Андреевич, Шейн, Павел Никанорович, инженеры комбината, — за разработку технологии производства химического продукта
118. Патон, Борис Евгеньевич, руководитель работы, зав. электротехническим отделом, Дудко, Даниил Андреевич, Гребельник, Пётр Григорьевич, Рублевский, Иван Николаевич, инженеры ИЭС АН УССР имени академика Е. О. Патона; Кочановский, Николай Яковлевич, Катлер, Семён Маркович, Кушнарёв, Леонид Николаевич, Болотников, Леонид Афанасьевич, инженеры завода «Электрик», Ситников, Тихон Сергеевич, гл. технолог завода «Укркабель», — за разведку нового способа и создание автоматов и полуавтоматов шланговой сварки
119. Песин, Яков Менделевич, руководитель работы, Аджемян, Поллак Агабекович, Герцык, Анатолий Рафаилович, Фридман, Виктор Михайлович, н. с. института, Иванов, Георгий Сергеевич, гл. инженер завода, — за коренное усовершенствование процесса производства химического продукта
120. Петров, Константин Александрович, инженер-полковник, — за исследование в области химии
121. Поддубный, Сергей Алексеевич, Самсонов, Николай Николаевич, ст. н. с. института, — за освоение конструкции и освоение технологии изготовления нового типа гравиметра
122. Покровский Александр Павлович, руководитель группы центробежного литья, Устинов, Михаил Алексеевич, ст. н. с., Щипанов, Матвей Ильич, нач. Экспериментальной мастерской ВНИИСТО, — за разработку конструкции машины для центробежной отливки чугунных труб
123. Попов, Николай Семёнович, руководитель работы, нач., Орлянкин, Николай Михайлович, нач. группы внедрения Центральной строительной экспериментальной базы, Попова, Раиса Николаевна, архитектор «Кинопроекта», — за разработку и внедрение новых конструкций облегчённых каменных стен
124. Пригоровский, Николай Иосифович, Рудашевский, Герман Евгеньевич, руководители работы, н. с. Института; Чижиков, Семён Гаврилович, Григоров, Диодор Иванович, работники НИИ, — за разработку артиллерийской аппаратуры
125. Прокофьев, Владимир Константинович, руководитель работы, профессор, нач. лаборатории, Свентицкий, Николай Семёнович, ст. н. с., Таганов, Константин Иванович, мл. н. с. ГОИ, — за разработку и внедрение в промышленность новых методов спектрального анализа металлов и сплавов
126. Пташников, Владимир Макарович, руководитель работы, зам. МРФ СССР, Иванников, Фёдор Петрович, директор Городецкой судоверфи, Еропкин, Борис Иванович, гл. инженер верфи имени А. И. Желябова, Левин, Яков Львович, гл. инженер ГУ верфей деревянного судостроения, Фролов, Борис Григорьевич, директор Вычегодской судоверфи, — за коренное усовершенствование методов постройки деревянных судов
127. Ревзин, Иосиф Исаакович, руководитель работы, Копп, Захар Владимирович, Манукян, Мамикон Леонтьевич, Бынин, Борис Николаевич, профессор, Марский, Венедикт Адамович, н. с. института, — за внедрение в медицинскую практику изделий из пластмассы
128. Родионов, Владимир Михайлович, руководитель работы, академик, профессор МХТИ имени Д. И. Менделеева, Воронова, Евгения Тихоновна, ст. химик, Воронцов, Илья Ильич, ст. н. с. гл. лаборатории, Чекалин, Михаил Александрович, нач. ТО Дербенёвского химзавода имени И. В. Сталина; Матвеев, Виктор Кондратьевич, сотрудник ИОХАН, — за разработку и внедрение в промышленность нового способа получения красителей
129. Саввин, Яков Иванович, конструктор Люберецкого завода имени А. В. Ухтомского, — за разработку и внедрение серии специальных станков-автоматов для с/х машиностроения
130. Самарин, Борис Петрович, руководитель работы, гл. инженер, Мельников, Евгений Яковлевич, Челобова, Софья Петровна, Тверецкий, Серафим Александрович, Бобров, Владимир Фёдорович, Петухова, Вера Ивановна, Праздников, Вениамин Николаевич, Звигунов, Павел Алексеевич, инженеры НИИ; Березовский, Николай Тимофеевич, Макаренко, Анатолий Степанович, Ковтун, Павел Кононович, инженеры завода, — за разработку и внедрение в промышленность мощного агрегата для производства химического продукта
131. Санаев, Василий Иванович, Семёнов, Виктор Дмитриевич, бригадиры МКФ «Красный Октябрь», — за разработку и внедрение новых методов организации кондитерского производства
132. Седов, Павел Иванович, руководитель работы, Гаврилин, Иван Максимович, Мирский, Григорий Яковлевич, Румянцев Николай Николаевич, Михайлов Алексей Иванович, инженеры завода, Ускова, Елизавета Сергеевна, монтажница завода, — за разработку и внедрение в серийное производство новой радиоаппаратуры
133. Семинский, Виталий Куприанович, токарь Киевского завода «Красный экскаватор», — за внедрение новых скоростных методов производственной работы
134. Семченков, Иван Никитич, зав. группой Новосибирской государственной селекционной станции, Смирнов Иван Никитич, зав. лабораторией Сибирского НИИ зернового хозяйства, — за выведение нового сорта яровой пшеницы мильтриум 553 для степных и лесостепных районов Сибири
135. Скляренко, Иван Петрович, руководитель работы, нач. бюро физико-химических исследований, Скочинский, Александр Александрович академик, Перепелица, Владимир Константинович, Галаджий, Фёдор Максимович, ст. н. с., Шеллар, Николай Константинович, нач. КБ Макеевского НИИ по безопасности дорог в горной промышленности; Погарский, Николай Алексеевич, гл. конструктор Харьковского завода маркшейдерских инструментов, — за создание и внедрение в угольную промышленность переносных приборов для контроля рудничной атмосферы
136. Скляренко, Сергей Иванович, научный руководитель лаборатории, Корнеев, Фёдор Григорьевич, директор, Ардашев, Николай Иванович, Дружинина, Ольга Сергеевна, Миронова Зоя Васильевна, н. с. НИИ; Павленко, Григорий Спиридонович, директор завода, Лисицын Николай Васильевич, гл. инженер завода, — за разработку и внедрение методов производства редкого металла и его соединений
137. Смирнов, Вениамин Иванович, руководитель работы, Дехтярёв, Владимир Сергеевич, Камнев, Константин Фёдорович, Мишин, Борис Сергеевич, Низов, Фёдор Иванович, Цыбульский, Сергей Антонович, инженеры завода, — за внедрение в серийное производство новой радиоаппаратуры
138. Соловьёв Иван Иванович, профессор, руководитель работы, Царёв Михаил Иванович, Попов, Иосиф Николаевич, ст. н. с. ЦНИЭТЛ, — за разработку и внедрение новых устройств релейной защиты, повышающих надёжность работы энергетических систем
139. Степичев, Николай Петрович, руководитель работы, нач. НИЛ, Бабеев, Григорий Ефимович, инженер завода, Будников, Пётр Петрович, ч.- к. АН СССР, Усанов, Анатолий Дмитриевич, инженер, Чижиков, Александр Гаврилович, инженер, — за разработку нового изоляционного материала и технологии производства высококачественных запальных свечей
140. Столяров, Алексей Маркович, горный техник треста «Уралнеметруд», — за создание и внедрение в производство машин для добычи штучного строительного камня
141. Тагер, Павел Григорьевич, профессор, руководитель работы, Качерович, Арон Наумович, доцент, Парфентьев, Андрей Иванович, руководители лаборатории, Шушарин, Сергей Сергеевич, сотрудник ВНИКФИ; Коноплёв, Борис Николаевич, нач. ТУ Министерства кинематографии СССР, Попов, Валерий Иванович, Трахтенберг, Лев Соломонович, инженеры «Мосфильма»; Мелик-Степанян, Арам Матвеевич, Ламагин, Кирилл Александрович, инженеры Ленинградского завода киноаппаратуры «Ленкинап», — за разработку и внедрение нового метода звукозаписи фильмов
142. Тайц, Макс Аркадьевич, руководитель работы, Калачёв, Григорий Семёнович, Поярков, Георгий Иванович, Теуш, Вениамин Львович, инженеры института; Жиглевич, Борис Александрович, Патаракин, Николай Андреевич, Фрадков, Симон Шефтелевич, инженеры НИИ, — за работу в области авиационной техники
143. Талейсник, Абрам Тевельевич, руководитель работы, инженер, Шкабатура, Юрий Павлович, зам. гл. металлурга, Малышев, Николай Алексеевич, ст. мастер, Справцев, Николай Афанасьевич, нач. цеха Уралмаш имени С. Орджоникидзе, — за разработку конструкции и создание встряхивающей формовочной машины
144. Тетерев, Филипп Кузьмич, зав. плодово-ягодным отделом ВИР, — за выведение новых сортов черешни и продвижение этой культуры в Ленинградскую область
145. Топчиев, Константин Степанович, руководитель работы, ст. н. с. ИОХАН, Павлов Леонид Николаевич, инженер, Прянишников, Алексей Алексеевич, ст. н. с. ГВНИИХР, — за открытие нового способа получения ацетопропилового спирта длоя изготовления медицинских препаратов
146. Третьяков, Иван Петрович, доцент МВТУ имени Н. Э. Баумана, — за разработку конструкции новой машины для испытания материалов
147. Трофимов, Павел Васильевич, мастер цеха цементного завода «Гигант», Туринцев, Алексей Герасимович, обжигальщик вращающихся печей Сухоложского цементного завода, Чернецов, Дмитрий Алексеевич, обжигальщик вращающихся печей цементного завода «Комсомолец», Шарабан, Афанасий Емельянович, обжигальщик Краматорского цементного завода, — за скоростной обжиг цементного клинкера во вращающихся печах
148. Уста Баба Пир Мамед, директор, Мамед Вели Мамед Джафар оглы, Джоев, Ефим Согомонович, буровые мастера, Гриценко, Василий Захарович, гл. механик, Лалаянц, Мушег Левонович, гл. инженер, Расулов, Меджид Мамед оглы, нач. скоростного участка конторы бурения треста «Бузовнынефть»; Никишин, Михаил Яковлевич, буровой мастер треста «Краснокамскнефть», Куприянов, Иван Дмитриевич, буровой мастер, Шмарев, Алексей Тихонович, управляющий трестом «Туймазанефть»; Буяновский, Наум Ильич, инженер МНП СССР, Потюкаев, Михаил Алексеевич, исполняющий обязанности управляющего трестом «Башнефтеразведка», — за разработку и осуществление скоростных методов бурения нефтяных скважин
149. Уткин, Владимир Васильевич, токарь завода «Калибр», Фомина, Валентина Никитична, формовщица Люблинского ЛМЗ имени Л. М. Кагановича, — инициаторы соцсоревнования за бережливость, введение личных счетов экономии инструмента и материалов
150. Фармаковский, Сергей Фёдорович, руководитель работы, Бюнау, Карл Генрихович, Дьяконов, Владимир Александрович, Дмитриев, Александр Николаевич, инженеры НИИ, Валуев Иван Васильевич, инженер завода, Зиненко, Михаил Васильевич, инженер-капитан 2 ранга, — за работу в области военной техники
151. Фёдоров, Олег Михайлович, руководитель работы, нач. техотдела, Богородицкий, Николай Андреевич, директор, Козырев, Николай Николаевич, гл. инженер, Талейсник, Александр Иосифович, зам. гл. конструктора завода, — за разработку конструкции и организацию производства автопогрузчика
152. Фомин, Виктор Николаевич, руководитель работы, Соустин, Василий Фёдорович, Борисов Сергей Васильевич, Александров, Владимир Николаевич, инженеры завода, — за разработку и промышленное освоение серии специальных источников света
153. Францевич, Иван Никитич, руководитель работы, ч.-к. АН УССР, зав. отделом, Абиндер, Алексей Алексеевич, Разумовский, Виктор Анатольевич, сотрудники института, — за разработку и освоение производства контактных сплавов
154. Фрейберг, Александр Карлович, руководитель работы, зам. министра, Паальберг, Фридрих Хиндрикович, зам. нач. управления Министерства сланцевой и химической промышленности ЭССР, Вебер, Рихард Яковлевич, гл. инженер, Поки, Ян Янович, гл. механик, Пярки, Бернхард Карлович, нач. цеха, Рийманд, Эрвин Иоханович, механик участка, Рийзма, Аго Антонович, торфмейстер, Халуга, Антон Кузьмич, директор торфобрикетного предприятия Тоотси, Друмм, Хейнрих сын Майя, нач. цеха МСЗ Ильмарине, Соонвальд, Эуген Аугустович, доцент Таллинского политехнического института, — за коренное усовершенствование методов добычи, уборки и брикетирования фрезерного торфа в ЭССР
155. Френкель, Абрам Семёнович, руководитель работы, профессор, нач. лаборатории, Бей, Григорий Михайлович, инженер ВНИИ огнеупоров; Близнюков, Александр Фёдорович, Корченко, Захар Еремеевич, инженеры Металлургического завода имени Ф. Э. Дзержинского; Дубенец, Иван Артамонович, Черепанов, Павел Алексеевич, инженеры ЗМЗ; Панарин, Алексей Петрович, директор завода «Магнезит», — за разработку и внедрение отечественной конструкции хромомагнезитовых сводов мартеновских печей
156. Хмельницкий, Юлиус Лазаревич, руководитель работы, нач. лаборатории, Доладугин, Александр Иванович, зам. нач. лаборатории института; Евстафьев, Всеволод Владимирович, нач. технологического отдела, Крылов Владимир Алексеевич, Слепуха, Тихон Фёдорович, инженеры треста; Юдин, Василий Лаврентьевич, инженер, Сухомлинов, Павел Фёдорович, нач. техотдела, Ивченко, Евгения Гордеевна, нач. цеха завода, — за разработку и внедрение процесса получения высокооктанового компонента к авиационным бензинам
157. Хоментовский, Александр Степанович, руководитель работы, гл. инженер треста, Пономаренко, Александр Тимофеевич, Яхимович, Варвара Львовна, Онушко, Михаил Константинович, инженеры треста, Орлов, Иван Владимирович, инженер геологического управления, Цукуров, Михаил Митрофанович, Кузнецов Иван Александрович, горные инженеры, Плошай, Вячеслав Вячеславович, инженер-геолог, Сосницкая, Любовь Фёдоровна, ст. геолог треста, — за открытие новых угольных месторождений
158. Хорол, Давид Моисеевич, руководитель работы, Митягин, Александр Иванович, Кузнецов Виктор Васильевич, Воробьёв Николай Афанасьевич, Буяновер, Соломон Ильич, инженеры завода, — за работу в области вооружения
159. Черкасский, Михаил Исаакович, руководитель работы, гл. инженер, Путюшкин, Илья Михайлович, директор, Сорокин, Алексей Петрович, мастер, Шлеппи, Самуил Иосифович, нач. производства Московского завода приборов, Михайлов, Анатолий Фёдорович, инженер Главлабприбора МПП ССС, — за коренное усовершенствование методов производства ЭИП
160. Чесноков, Семён Васильевич, ст. мастер, Субботин, Анатолий Степанович, Михайлов, Виталий Константинович, Чесноков, Николай Васильевич, сталевары завода «Серп молот», — за усовершенствование технологического процесса выплавки стали
161. Чикер, Николай Петрович, инженер-капитан 2 ранга, руководитель работы, Бирюков, Николай Николаевич, инженер-майор, Завтраков, Александр Иванович, Кузнецов Алексей Николаевич, инженер-лейтенант, Рывкин, Гирш Ильич, инженер-майор, Таршис, Михаил Карлович, инженер-майор, Фигичев, Александр Иванович, инженер-капитан, — за коренное усовершенствование метода подъёма затонувших крупнотоннажных судов
162. Шафер, Юрий Георгиевич, руководитель работы, н. с. НИИ; Григоров, Наум Леонидович, Муратов, Анатолий Сергеевич, н. с., — за разработку конструкции аппаратуры для изучения космических лучей
163. Шахназаров, Жорж Самсонович, руководитель работы, Попов, Евгений Евгеньевич, н. с. НИИ; Попов, Евгений Петрович, Попов, Борис Васильевич, инженеры завода; Саксельцев, Виктор Гаврилович, инженер, Головко, Василий Гаврилович, инженер-подполковник, Бровальский, Анатолий Иосифович, инженер, — за работу в области военной техники
164. Шебеко, Иван Фёдорович, инженер института, — за создание новой установки и разработку методов исследования двигателей
165. Шембель, Борис Константинович, руководитель лаборатории ИХФАН, руководитель работы, Агалецкий, Павел Николаевич, ст. н. с., Макашев, Махмуд Хазиевич, инженер, Тхоржевский, Олег Алексеевич, мл. н. с. ВНИИМ, — за разработку новой конструкции государственного эталона для воспроизведения единицы частоты
166. Ширков, Иван Пигасович, инструктор стахановских методов труда по кирпичной кладке, Шавлюгин, Федос Дмитриевич, Королёв, Василий Васильевич, Ольшанов, Николай Ефимович, каменщики, Орлов, Пётр Семёнович, инструктор треста Мосжилстрой; Рахманин, Иван Михайлович, каменщик Киевского управления строительно-восстановительных работ, — за разработку и внедрение высокопроизводительных методов кирпичнокладочных работ
167. Шитиков, Георгий Трофимович, инженер-полковник, руководитель работы, Суханов, Владимир Васильевич, капитан, Кефели, Валентин Соломонович, Морозов Иван Иванович, инженер-майор, Мякишев, Иван Никитич, ст. техник-лейтенант, сотрудники НИИ, — за работу в области радиотехники
168. Шитт, Пётр Генрихович (посмертно), профессор МСХА имени К. А. Тимирязева, — за разработку передовой агротехники культуры абрикоса, значительно повышающей урожайность этой культуры
169. Шорина, Анна Фёдоровна, руководитель работы, Гаврилов, Николай Петрович, Пузыревский, Георгий Михайлович, инженеры завода, Заплетин, Николай Васильевич, Апрелев, Николай Иванович, сотрудники НИИ, — за работу в области средств связи
170. Шпичинецкий, Ефим Самойлович, руководитель работы, нач. лаборатории, Миронов, Сергей Семёнович, Рогельберг, Иосиф Лазаревич, ст. н. с. института, — за разработку и освоение технологии изготовления изделий из редкого металла
171. Шубников, Алексей Васильевич, ч.- к. АН СССР, директор, Попов, Савелий Керопович, ст. инженер ИКАН; Святухин, Василий Владимирович, нач. цеха, Рукавишников, Анатолий Иванович, гл. инженер Чернореченского химического завода имени М. И. Калинина, — за создание аппаратуры и технологии производства рубинов
172. Щагин, Николай Алексеевич, руководитель работы, Орешников, Вячеслав Васильевич, Пигин, Сергей Михайлович, Кавалеров, Гений Иванович, инженеры завода, Гуменюк, Леонид Степанович, инженер-капитан 1 ранга, Карась, Алексей Иванович, инженер-полковник, — за создание новой электроизмерительной аппаратуры
173. Щипакин, Лев Николаевич, руководитель работы, Соколова, Анна Дмитриевна, Фёдоров Алексей Фёдорович, инженеры треста «Стальконструкция», Мельников, Николай Прокофьевич, управляющий трестом «Проектстальконструкция», Шумилин, Борис Николаевич, инженер треста, Лебедев, Дмитрий Павлович, гл. инженер Днепропетровского ЗМК имени В. М. Молотова, — за разработку и освоение скоростных методов сооружения каркаса административного здания на Смоленской площади в Москве
174. Энгельштейн, Михаил Абрамович, гл. инженер комбината, Волынская, Розалия Нафтульевна, нач. цеха завода, — за разработку методов производства цезия из отечественного сырья
175. Юнг, Владимир Николаевич, профессор, зав. отделом, Скрамтаев, Борис Григорьевич, профессор, директор НИИ; Михайлов Виктор Васильевич, профессор, зав. лабораторией, Кузнецов, Алексей Матвеевич, Рояк, Соломон Моисеевич, Хигерович, Моисей Исаевич, научные работники НИИ; Гоциридзе, Георгий Георгиевич, Юдович, Эммануил Зеликович, Новиков, Яков Натанович, — за создание и внедрение в производство новых видов цемента

## Другие лауреаты
- Карпачёв, Сергей Васильевич, электрохимик
- Лепешинская, Ольга Борисовна, биолог